# Seán Ó hÉideáin
Seán Ó hÉideáin ist ein irischer Diplomat.

## Leben
Seán Ó hÉideáin studierte am University College Dublin und erhielt dort seinen Bachelor of Arts. In Rom erhielt seinen Doktor in Sozialwissenschaft. Von 1941 bis 1944 diente Ó hÉideáin in der irischen Armee.
Ó hÉideáin arbeitete im irischen Außenministerium und bekleidete dort im diplomatischen Dienst verschiedene Posten in Dublin, Buenos Aires, Washington, D.C. und Chicago. In Chicago fungierte er als irischer Generalkonsul. In den Jahren 1961 und 1965 war er Mitglied der irischen Delegation bei den Vereinten Nationen. 1966 war er Delegierter bei der UNESCO in Paris.
In den 1970er Jahren war Ó hÉideáin der Vertreter Irlands im Europarat. Von Oktober bis November 1973 leitete er die irische Botschaft in Washington, D.C. als Geschäftsträger ad interim.

## Ehrungen
Ó hÉideáin ist Träger des Gregoriusordens.